# PARP-Inhibitor
PARP-Inhibitoren sind eine relativ neue, noch kleine Gruppe von Arzneistoffen, die zur Behandlung von verschiedenen Krebserkrankungen (z. B. Ovarialkarzinom) eingesetzt werden. PARP-Inhibitoren sind Hemmstoffe des Enzyms Poly-ADP-Ribose-Polymerase (PARP) und verhindern, dass Krebszellen einen durch Zytostatika induzierten DNA-Schaden reparieren. PARP-Inhibitoren kommen deshalb primär als Erhaltungstherapie nach einer Chemotherapie infrage.

## Vertreter
| Name        | Anwendungsgebiete | Erstzulassung bzw. Entwicklungsstand                        |
| Olaparib    | - Ovarial-, Eileiter- oder primäres Peritonealkarzinom mit BRCA1/2-Mutationen (Erhaltungstherapie) - Brustkrebs mit BRCA1/2-Mutationen in der Keimbahn (Zweitlinientherapie) - Adenokarzinom des Pankreas mit BRCA1/2-Mutationen (Erhaltungstherapie) - Prostatakarzinom mit BRCA1/2-Mutationen | Zulassung: 2014 (EU, USA), Lynparza (AstraZeneca)           |
| Niraparib   | Ovarial-, Eileiter- oder primäres Peritonealkarzinom (Erhaltungstherapie) | Zulassung: 2017 (USA, EU), Zejula (GlaxoSmithKline)         |
| Rucaparib   | Ovarial-, Eileiter- oder primäres Peritonealkarzinom mit BRCA-Mutationen (Drittlinientherapie) oder ohne Nachweis von BRCA-Mutationen (Erhaltungstherapie) | Zulassung: 2016 (USA), 2018 (EU), Rubraca (Clovis Oncology) |
| Talazoparib | Brustkrebs mit BRCA1/2-Mutationen in der Keimbahn (Zweitlinie) | Zulassung: 2018 (USA), 2019 (EU), Talzenna (Pfizer)         |
| Veliparib   | Experimentell (AbbVie): - Ovarialkarzinom (Orphan-Drug-Status EU), Eileiter- oder Peritonealkarzinom - Bronchialkarzinom - Brustkrebs - Gliom | Klinische Studien                                           |
| Pamiparib   | Experimentell (BeiGene): Magenkrebs, Adenokarzinom des Speiseröhre-Magen-Übergangs | Klinische Studien                                           |
| Iniparib    | Experimentell: dreifach rezeptornegativer Brustkrebs (Triple-negative breast cancer, TNBC) | Entwicklung eingestellt (Sanofi)                            |
| Amelparib   | | Experimentell (Jeil Pharmaceutical)                         |